# Ruminghem
Ruminghem [ʁymɛ̃ɡɛm] est une commune française située dans le département du Pas-de-Calais en région Hauts-de-France. Ses habitants sont appelés les Ruminghemois. La commune est membre de la communauté de communes de la Région d'Audruicq.
La commune fait partie du parc naturel régional des Caps et Marais d'Opale.

## Géographie

### Localisation
Localisée dans le nord-est du département du Pas-de-Calais et limitrophe du département du Nord, Ruminghem est une commune rurale située, à vol d'oiseau, à 6 km au sud-est de la commune d’Audruicq, à 21 km au sud-ouest de la commune de Dunkerque (aire d'attraction) et à 23 km au sud-est de la commune de Calais (chef-lieu d'arrondissement).
La commune se situe à la limite des plaines de Flandres et des collines de l'Artois. Elle est bordée par la forêt d'Éperlecques et ses collines au sud, tandis que la partie nord, très plane, est organisée par les watergangs qui drainent l'eau des marais agricoles et découpent le territoire en parcelles allongées et parallèles.
Le territoire de la commune est limitrophe de ceux de cinq communes, dont deux, Saint-Pierre-Brouck et Holque, dans le département du Nord.
Les communes limitrophes sont Saint-Pierre-Brouck, Éperlecques, Holque, Muncq-Nieurlet et Sainte-Marie-Kerque.

### Géologie et relief
La superficie de la commune est de 13,89 km2 ; son altitude varie de 1  à   64 m.

### Hydrographie

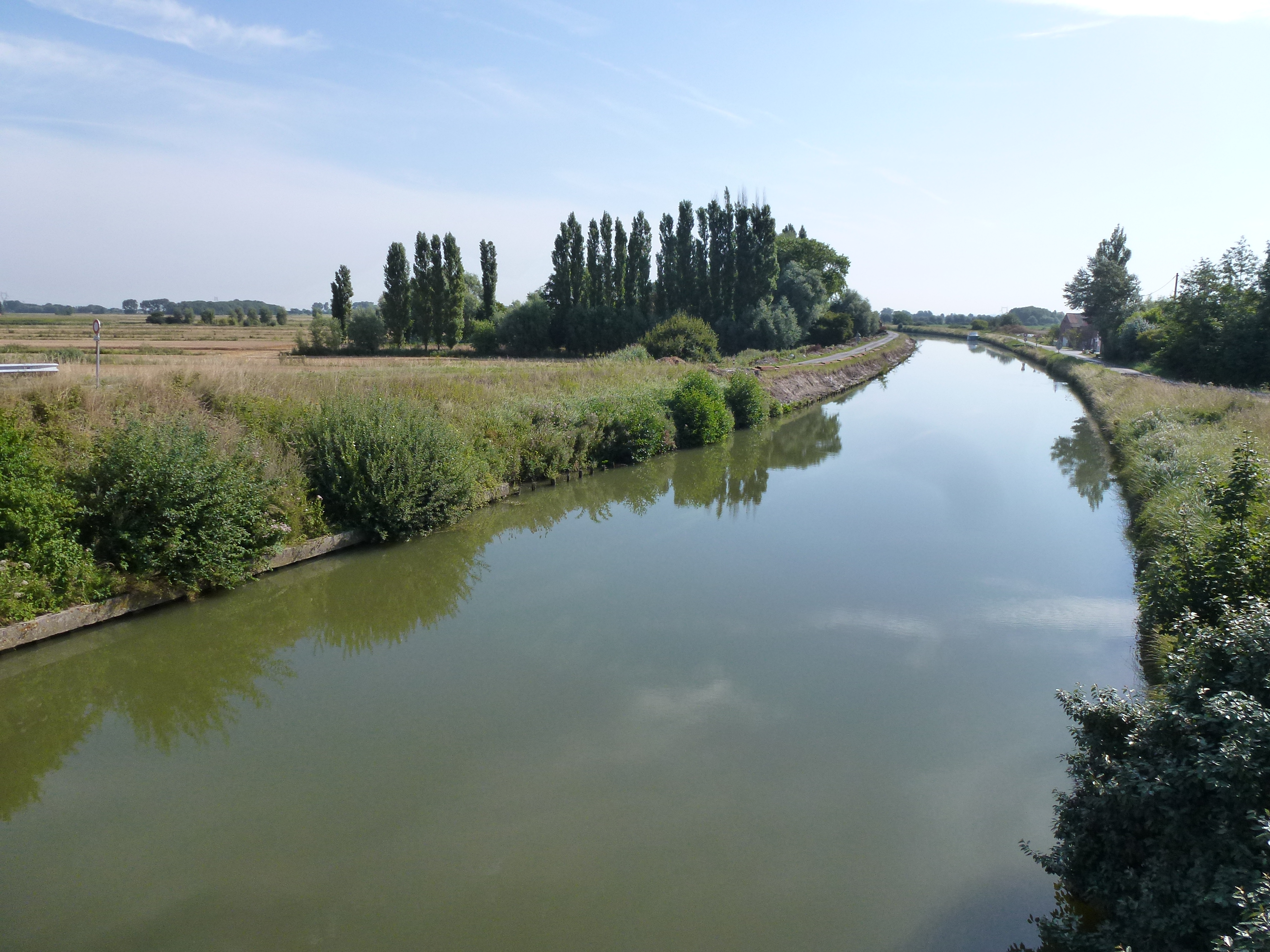
Le canal de Calais.

Le territoire de la commune, inclus dans le schéma d'aménagement et de gestion des eaux (SAGE) de l'Audomarois et situé dans le bassin Artois-Picardie, est, selon le Service d'administration nationale des données et référentiels sur l'eau (Sandre), drainée par plusieurs sept d'eau :
- le fleuve l'Aa, d'une longueur de 55,55 km, qui prend sa source dans la commune de Bourthes et se jette dans le canal de Neufossé au niveau de la commune de Saint-Omer[4] ;
- le canal de Calais, d'une longueur de 32,51 km, qui prend sa source dans la commune de Saint-Pierre-Brouck, dans le département du Nord, et se jette dans la Manche au niveau de la commune de Calais[5] ;
- le Tiret, d'une longueur de 9,54 km, qui prend sa source dans la commune de Polincove et se jette dans l'Aa canalisé à Holque[6] ;
- la rivière le Robecq, d'une longueur de 3,65 km, qui prend sa source dans la commune et se jette dans le Tiret au niveau de la commune de Polincove[7] ;
- le watergang du Ruth, d'une longueur de 3,65 km qui prend sa source dans la commune et se jette dans l'Aa canalisée' au niveau de la commune[8] ;
- la Motte Obin, d'une longueur de 2,81 km, qui prend sa source dans la commune d'Éperlecques et se jette dans le Tiret au niveau de la commune[9] ;

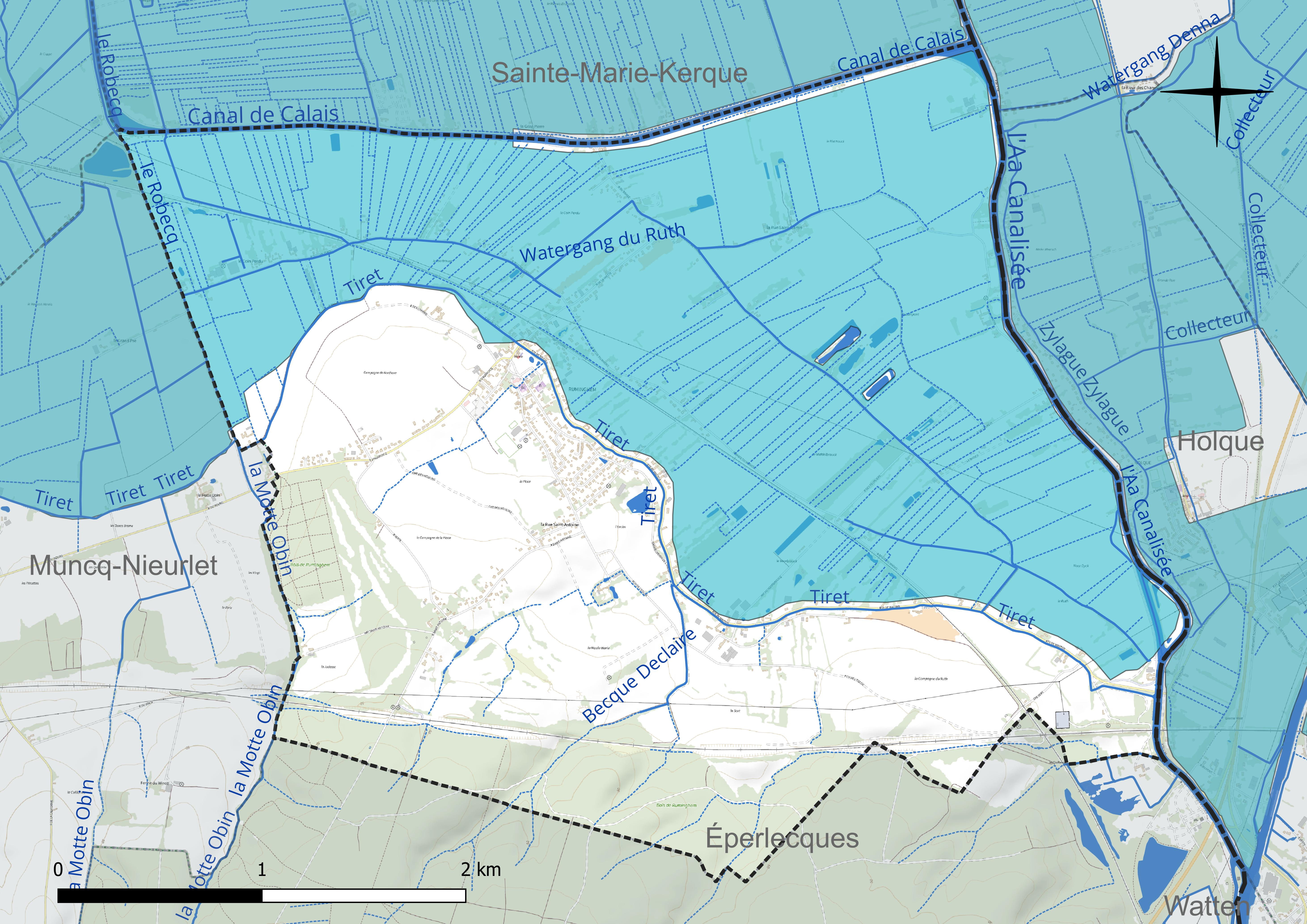
Réseau hydrographique de Ruminghem.

- le Becque Declaire, d'une longueur de 1,85 km, qui prend sa source dans la commune d'Éperlecques et se jette dans le Tiret au niveau de la commune[10].

### Climat
Pour des articles plus généraux, voir Climat des Hauts-de-France et Climat du Nord-Pas-de-Calais.
En 2010, le climat de la commune est de type climat océanique franc, selon une étude du Centre national de la recherche scientifique (CNRS) s'appuyant sur une série de données couvrant la période 1971-2000. En 2020, Météo-France publie une typologie des climats de la France métropolitaine dans laquelle la commune est exposée à un climat océanique et est dans la région climatique Côtes de la Manche orientale, caractérisée par un faible ensoleillement (1 550 h/an) ; forte humidité de l’air (plus de 20 h/jour avec humidité relative > 80 % en hiver), vents forts fréquents.
Pour la période 1971-2000, la température annuelle moyenne est de 10,6 °C, avec une amplitude thermique annuelle de 13,4 °C. Le cumul annuel moyen de précipitations est de 818 mm, avec 12,9 jours de précipitations en janvier et 7,8 jours en juillet. Pour la période 1991-2020, la température moyenne annuelle observée sur la station météorologique la plus proche, située sur la commune de Watten à 5 km à vol d'oiseau, est de 11,3 °C et le cumul annuel moyen de précipitations est de 822,8 mm,. Pour l'avenir, les paramètres climatiques de la commune estimés pour 2050 selon différents scénarios d'émission de gaz à effet de serre sont consultables sur un site dédié publié par Météo-France en novembre 2022.
| Mois                                  | jan.             | fév.           | mars           | avril           | mai             | juin           | jui.           | août           | sep.           | oct.            | nov.            | déc.             | année      |
| ------------------------------------- | ---------------- | -------------- | -------------- | --------------- | --------------- | -------------- | -------------- | -------------- | -------------- | --------------- | --------------- | ---------------- | ---------- |
| Température minimale moyenne (°C)     | 2                | 2              | 3,5            | 5,1             | 8,3             | 11,2           | 13,4           | 13,4           | 10,8           | 8,1             | 5               | 2,6              | 7,1        |
| Température moyenne (°C)              | 4,8              | 5,3            | 7,6            | 10,3            | 13,5            | 16,3           | 18,5           | 18,6           | 15,7           | 12,1            | 8,1             | 5,2              | 11,3       |
| Température maximale moyenne (°C)     | 7,6              | 8,5            | 11,7           | 15,5            | 18,6            | 21,3           | 23,7           | 23,8           | 20,7           | 16,1            | 11,1            | 7,9              | 15,5       |
| Record de froid (°C) date du record   | −19,3 14.01.1982 | −14,6 11.02.12 | −11 07.03.1971 | −4,6 02.04.1996 | −1,4 03.05.1981 | 1,1 02.06.1991 | 4,5 01.07.1984 | 4,7 28.08.1978 | 1,3 22.09.1997 | −6,8 29.10.1997 | −9,6 30.11.1978 | −13,8 29.12.1996 | −19,3 1982 |
| Record de chaleur (°C) date du record | 16,1 01.01.22    | 20 24.02.21    | 25,9 31.03.21  | 28,9 19.04.18   | 32,8 27.05.05   | 35,8 21.06.17  | 41,9 25.07.19  | 37 10.08.03    | 33,6 05.09.13  | 29,9 01.10.11   | 20,3 07.11.15   | 16,4 19.12.15    | 41,9 2019  |
| Précipitations (mm)                   | 69,5             | 57,8           | 50             | 43,9            | 56,4            | 58,8           | 67             | 72,9           | 71,9           | 83,9            | 97,3            | 93,4             | 822,8      |

### Paysages
Pour un article plus général, voir Paysage en France.
La commune s'inscrit dans les « paysages des coteaux calaisiens et du pays de Licques » tels qu'ils sont définis dans l'atlas de paysages de la région Nord-Pas-de-Calais, conçu par la direction régionale de l'Environnement, de l'Aménagement et du Logement (DREAL),.
Ces « paysages des coteaux calaisiens et du pays de Licques » concernent 56 communes du Pas-de-Calais. Ces paysages s'étendent sur environ 30 km de long (est-ouest) et 15 km de large (nord-sud) et présentent deux sous-ensembles : les coteaux calaisiens au nord et le pays de Licques au sud. Les altitudes de ces paysages varient de 206 m dans le Pays de Licques, à 120 m dans l’ouest des coteaux Calaisiens, près de Guînes, et à 10 m dans l'est, près d'Audruicq.
Ces paysages recouvrent trois entités écopaysagères : les collines guînoises qui constituent le rebord septentrional de l'Artois, l'entité de Bredenarde qui appartient à la plaine maritime flamande, et la cuvette de Licques. Ils sont constitués de 59,70 % de cultures, de 17,30 % de forêts, de 15,11 % de prairies naturelles, permanentes, de 7,45 % d'espaces artificialisés, avec les quatre principales communes que sont Audruicq, Ardres, Guînes et Licques, de 0,27 % d'industries, et de 0,18 % de cours d'eau et plan d'eau.
Les éléments structurants de ces paysages sont la LGV Nord et l'A26, la rivière la Hem qui coule du sud vers le nord-est, les escarpements sur les coteaux du Calaisis et autour du pays de Licques et, d'ouest en est, les différents boisements comme la forêt de Guînes, le bois de l'Abbaye, la forêt de Tournehem et une partie de la forêt d'Éperlecques.

### Milieux naturels et biodiversité

#### Espace protégé et géré
La protection réglementaire est le mode d’intervention le plus fort pour préserver des espaces naturels remarquables et leur biodiversité associée.
Dans ce cadre, la commune fait partie d'un espace protégé : le parc naturel régional des Caps et Marais d'Opale, d’une superficie de 132 499 ha réparties sur 154 communes, géré par le syndicat mixte d'aménagement et de gestion du parc naturel régional des Caps et Marais d'Opale.

#### Zones naturelles d'intérêt écologique, faunistique et floristique
L’inventaire des zones naturelles d'intérêt écologique, faunistique et floristique (ZNIEFF) a pour objectif de réaliser une couverture des zones les plus intéressantes sur le plan écologique, essentiellement dans la perspective d’améliorer la connaissance du patrimoine naturel national et de fournir aux différents décideurs un outil d’aide à la prise en compte de l’environnement dans l’aménagement du territoire.
Le territoire communal comprend une ZNIEFF de type 1 : la forêt d'Éperlecques et ses lisières, d’une superficie de 2 440 ha et d'une altitude variant de 12  à   94 mètres. Cette ZNIEFF souligne les premières ondulations des collines crayeuses de l’Artois. La forêt d’Eperlecques et les bois environnant occupent ces collines.
et deux ZNIEFF de type 2 : 
- le complexe écologique du marais Audomarois et de ses versants, d’une superficie de 12 177 ha et d'une altitude variant de 2  à   94 mètres. Cette ZNIEFF est un élément de la dépression préartésienne, drainé par l’Aa, le marais Audomarois est un golfe de basses terres bordé à l’Ouest par la retombée crayeuse de l’Artois et à l’Est par les collines argileuses de la Flandre intérieure[22] ;
- la plaine maritime flamande entre Watten, Loon-Plage et Oye-Plage, d’une superficie de 19 150 ha et d'une altitude variant de 0  à   8 mètres. La plaine maritime flamande est composé d’habitats naturels, semi-naturels et artificiels qui ont conservé une réelle valeur biologique, tant floristique que faunistique[23].

Carte des ZNIEFF de type 1 et 2 sur la commune
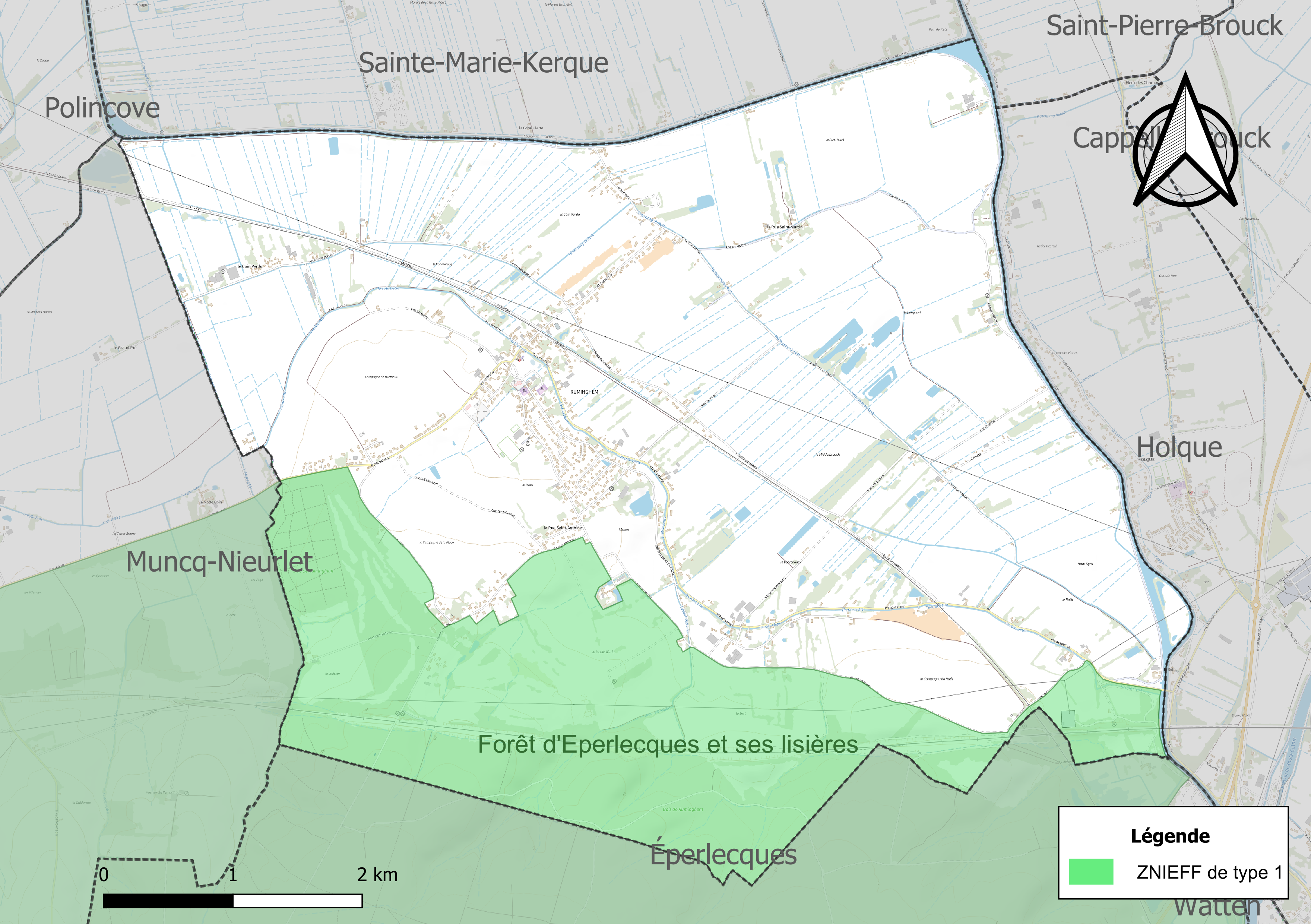
Carte de la ZNIEFF de type 1 sur la commune.
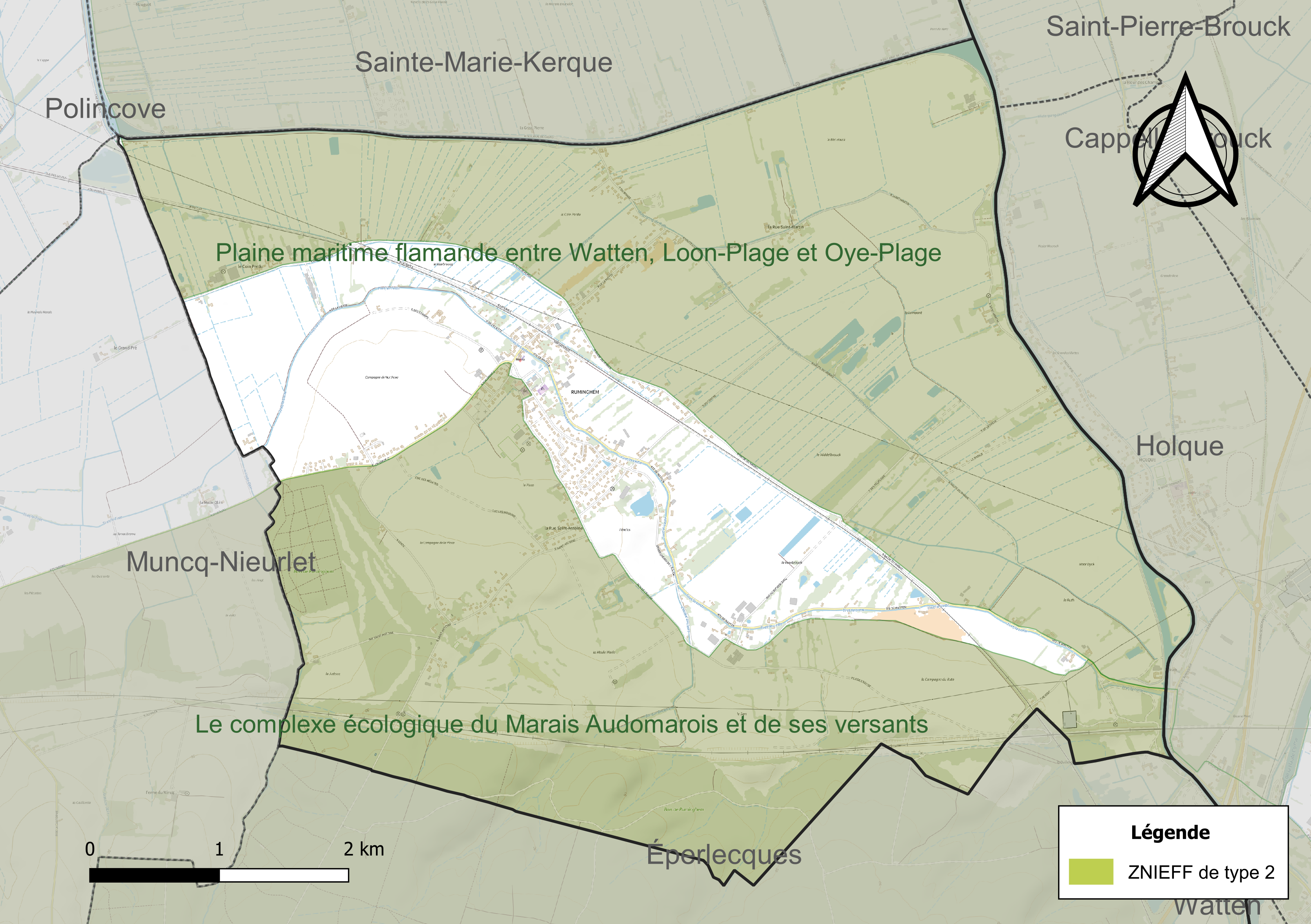
Carte des ZNIEFF de type 2 sur la commune.

#### Espèces faunistiques et floristiques
L’Inventaire national du patrimoine naturel (INPN) recense plusieurs espèces faunistiques et floristiques sur le territoire de la commune dont certaines sont protégées et d’autres menacées et quasi-menacées.

## Urbanisme

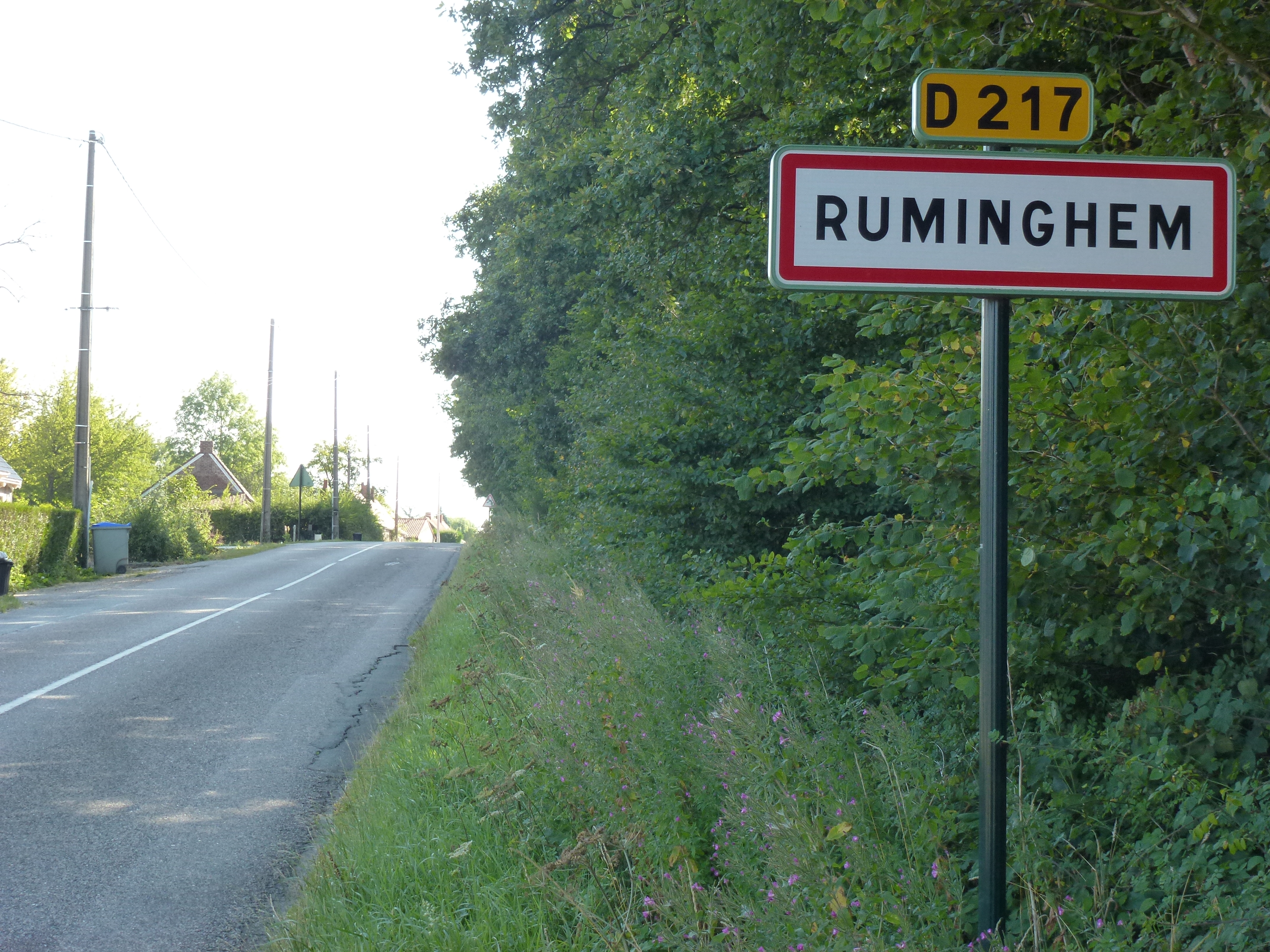
Entrée de la commune.

### Typologie
Au 1er janvier 2024, Ruminghem est catégorisée commune rurale à habitat dispersé, selon la nouvelle grille communale de densité à sept niveaux définie par l'Insee en 2022.
Elle est située hors unité urbaine. Par ailleurs la commune fait partie de l'aire d'attraction de Dunkerque, dont elle est une commune de la couronne,. Cette aire, qui regroupe 66 communes, est catégorisée dans les aires de 200 000 à moins de 700 000 habitants,.

### Occupation des sols
L'occupation des sols de la commune, telle qu'elle ressort de la base de données européenne d’occupation biophysique des sols Corine Land Cover (CLC), est marquée par l'importance des territoires agricoles (80 % en 2018), en diminution par rapport à 1990 (84,7 %). La répartition détaillée en 2018 est la suivante : 
terres arables (74,1 %), forêts (11,9 %), zones agricoles hétérogènes (5,8 %), zones urbanisées (5,6 %), espaces verts artificialisés, non agricoles (2,5 %). L'évolution de l’occupation des sols de la commune et de ses infrastructures peut être observée sur les différentes représentations cartographiques du territoire : la carte de Cassini (XVIIIe siècle), la carte d'état-major (1820-1866) et les cartes ou photos aériennes de l'IGN pour la période actuelle (1950 à aujourd'hui).

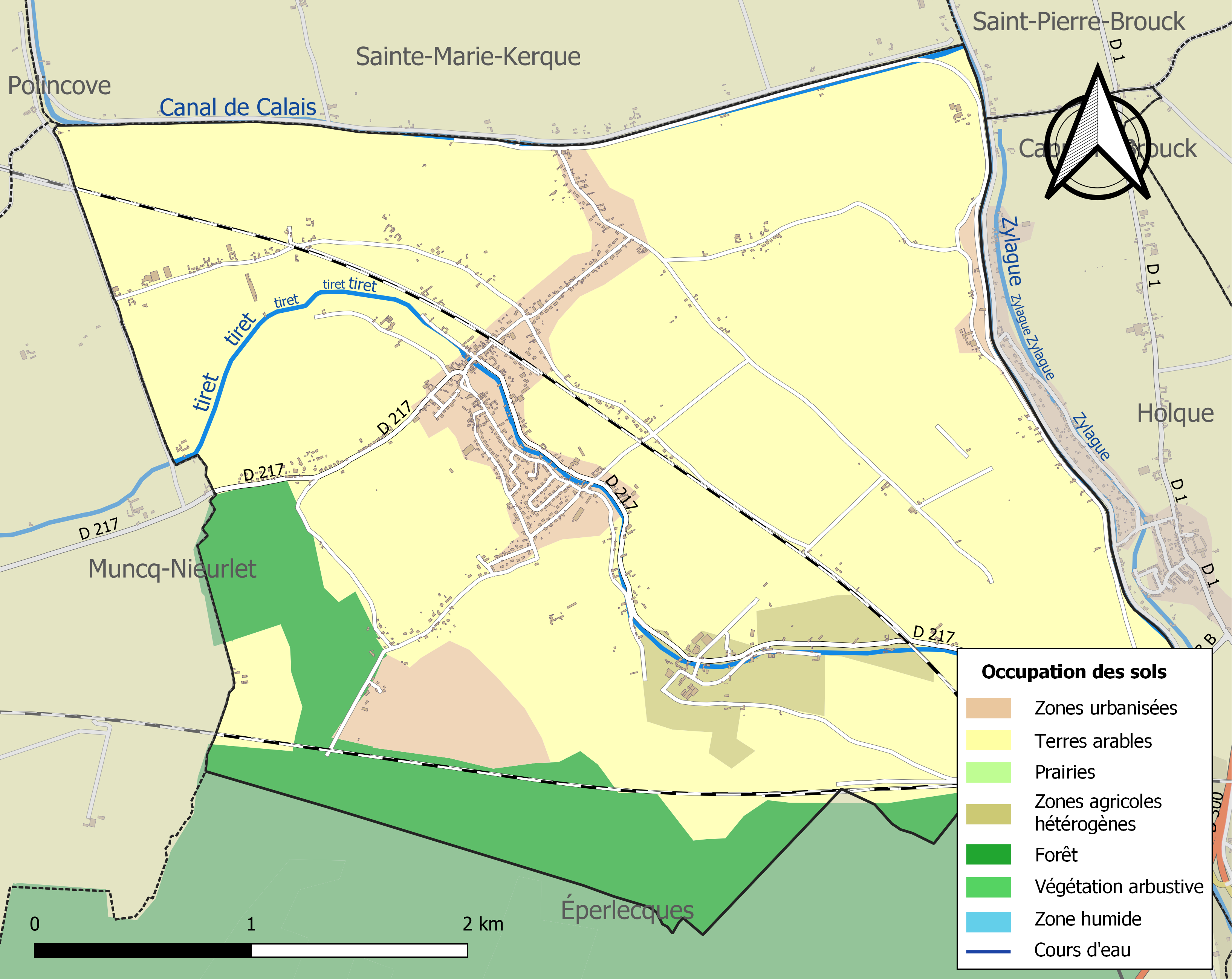
Carte des infrastructures et de l'occupation des sols de la commune en 2018 (CLC).

### Voies de communication et transports

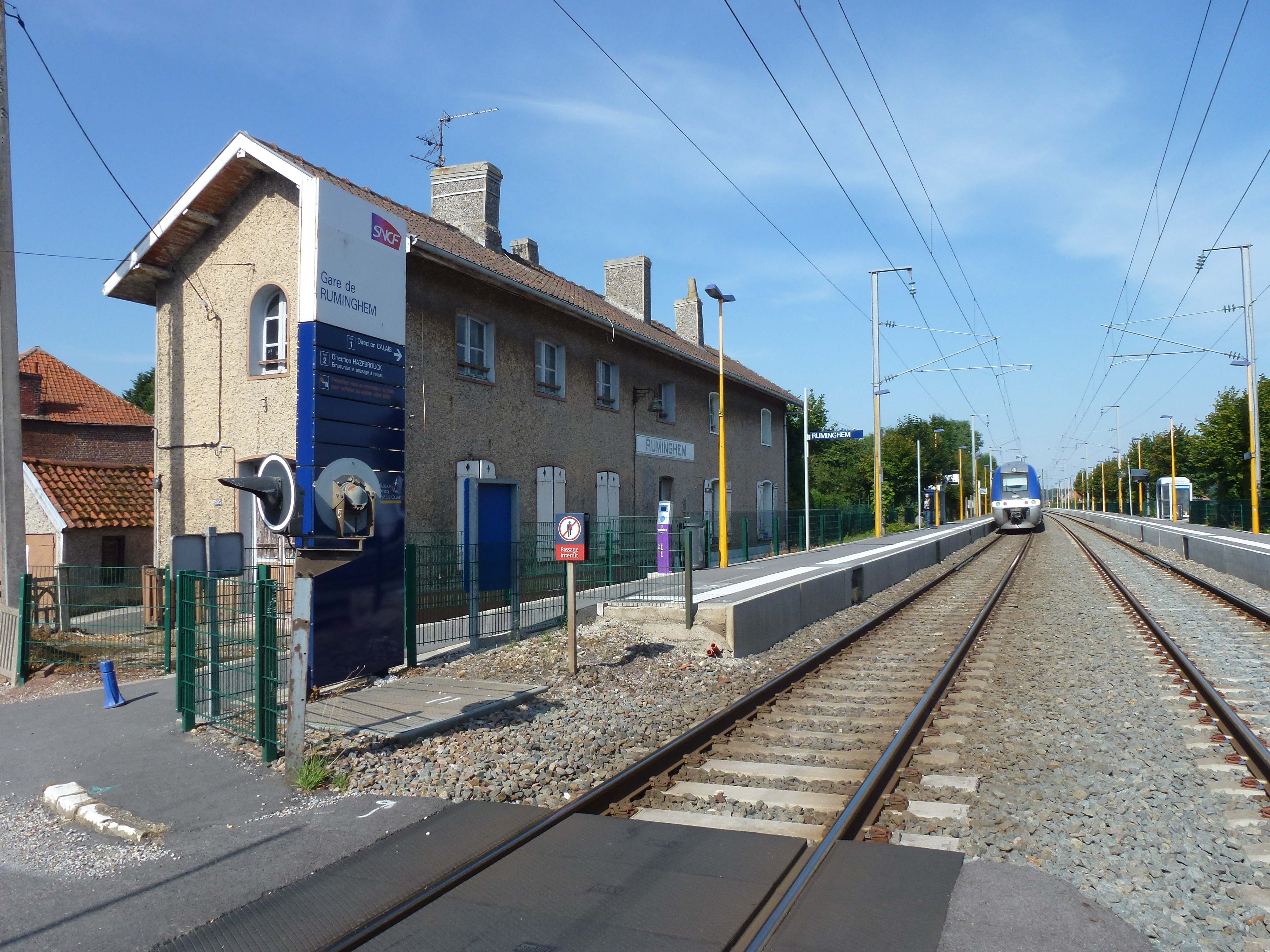
La gare de Ruminghem.

La commune est traversée par deux lignes ferroviaires : 
- La première, dénommée ligne de Lille aux Fontinettes, assure la liaison entre Lille et Calais. La gare de Ruminghem assure ainsi le déplacement des habitants vers Saint-Omer, qui est à un quart d'heure de Ruminghem en train.
- La deuxième est la LGV Nord, ligne de train à grande vitesse qui relie Lille au tunnel sous la Manche, donc à l'Angleterre, sans arrêt à Ruminghem.

La départementale D 217 relie la commune à Muncq-Nieurlet à l'est et Watten à l'ouest. l'autoroute A26, accessible à l'ouest, relie Calais et Béthune. En rejoignant la D 300 à l'est, on accède au nord à l'autoroute A16 pour aller vers Dunkerque.

### Risques naturels et technologiques

#### Risque inondation
À la suite du passage des tempêtes Ciarán, Domingos et Elisa et des inondations et coulées de boue qui se sont produites, la commune est reconnue, par arrêté du 14 novembre 2023, en état de catastrophe naturelle pour inondations et coulées de boue sur la période du 2 au 12 novembre 2023, comme 179 autres communes du département.

## Toponymie
Le nom de la localité est attesté sous les formes Rumingahem en 850 (carl. Sith., p. 100) puis Rummingaliem en 877 (ibid., p. 124). Ramingehem en 980 (Van Lockeren, chronique de Saint -Pierre-au-Mont-Blandin, p. 50), Reminghen en 1254 (cartulaire de Thérouanne, p. 174), Ruminghem en 1353 (ch. de Saint-Bertin, no 1353), Remingueham en 1371 (bull. Mor. t. VIII, p. 109), Rumighem au XIVe siècle (terrier. de Houlle, f° 38 v°), Rameghien aux XVIe et XVe siècles (Histor. de France, t. XXII. p. 411, chron. de Flandre), Reminguen en 1473 (chap. de Saint-Bertin, no 3321), Reminguen en 1475 (ibid., no 3370) et Rumingan en 1725 (évêché de Boul., G. 32, f°295) ; Ruminghem en 1793 ; Kunienghem et Ruminghem depuis 1801.
Il s'agit d'un toponyme germanique composé de trois termes : Rum-ing-hem, traduisible par «demeure du peuple de Rumo ».
Le nom signale un établissement flamand. En effet, on y reconnait le nom de personne germanique Rumo ainsi que le double suffixe -ing-hem caractéristique des pays de langue néerlandaise.
Au milieu du XIXe siècle, le flamand est la langue parlée à Ruminghem.

## Histoire

### Antiquité
Les Morins, de souche celte, occupaient Ruminghem avant l'ère chrétienne. À l'époque de la conquête romaine, comme d'autres, il se romanisèrent. Les Romains construisirent une forteresse sur les bases du village actuel[réf. nécessaire].
Les Francs s'installent peu à peu dans la région, avant la chute de l'Empire romain au Ve siècle.

### Moyen Âge
Dès le Ve siècle, des moines de Saint-Momelin sont présents dans la localité. Ils assèchent les marais en créant des watergangs, canaux parallèles destinés à drainer l'eau dans toute la Flandre.
La région subit plusieurs raids menés par les Vikings. C'est à cette période que la forteresse romaine est transformée en château-fort par les paysans locaux.
Au IXe siècle, les terres de Ruminghem appartiennent à l'abbaye Saint-Bertin de Saint-Omer. L'église est construite au XIIe siècle.
Plus tard, Ruminghem passe plusieurs fois du domaine français au domaine espagnol. Le village subit ainsi plusieurs destructions et pillage. Le château, qui appartenait aux Fiennes, est détruit en 1220. La seigneurie dépend alors des Luxembourg-Saint-Pol, et le roi de France réalise une attaque en 1487. En 1489, la commune repasse aux mains des espagnols. On reconstruit un château qui est rasé en 1637 par les Ardrésiens. En 1639, l'armée française chasse définitivement les Espagnols.
En 1627, la seigneurie de Ruminghem est détenue, de même qu'Éperlecques, par un membre de la prestigieuse maison de Croÿ, Charles Philippe Alexandre de Croÿ, marquis de Renty, prince d'Havré, châtelain-vicomte de Bourbourg, Grand d'Espagne, possesseur de nombreuses seigneuries.
En juin 1638, lors du siège de Saint-Omer, le prince Thomas de Savoie-Carignan établit ses troupes sur la colline de Ruminghem.

### Circonscriptions d'Ancien Régime
D'après l'historien français Auguste de Loisne : « Ruminghem, en 1789, faisait partie du bailliage de Saint-Omer et suivait la coutume d'Artois. Son église paroissiale, d'abord diocèse de Thérouanne, doyenné d'Alquines, puis de Boulogne, doyenné de Tournehem, était consacrée à saint Mathieu ; l'abbé de Ham-lez-Lillers présentait à la cure. »

### Époque moderne
La commune se modernise à partir de 1830, date de construction de l'école. La Compagnie des chemins de fer du Nord réalise en 1847 la ligne de Lille aux Fontinettes, passant par Ruminghem et permettant de relier Lille à Calais. L'assèchement et l'irrigation se poursuivent, avec la création de l'institution des watringues, organisée par sections, en 1809, et l'assèchement du Coin perdu en 1880, qui apporte 750 hectares de terres agricoles à la commune.
Des Chinois, membres du « groupe de travailleurs chinois numéro 11 » du Chinese Labour Corps, furent présents sur la commune à la fin de la Première Guerre mondiale, où se trouvaient un état major et un hôpital pour les chinois. Dirigés par des officiers supérieurs anglais, ils déchargeaient les munitions en provenance d'Angleterre et marchandises au Pont du Wetz, où se trouvait leur camp et où ils aménagèrent un quai long d'un kilomètre. Le cimetière chinois fut créé pour les victimes de leur communauté, par le Commonwealth, à la suite de bombardements allemands en 1918,.

## Politique et administration

### Découpage territorial
La commune se trouvait depuis 1801 dans l'arrondissement de Saint-Omer du département du Pas-de-Calais. Par arrêté préfectoral du 20 décembre 2016, la commune en est détachée le 1er janvier 2017 pour intégrer l'arrondissement de Calais,.

#### Commune et intercommunalités
Ruminghem est membre de la communauté de communes de la Région d'Audruicq, crée fin 1993. Cette communauté de communes de la Région d'Audruicq regroupe 15 communes et totalise 28 077 habitants en 2021.

#### Circonscriptions administratives
La commune faisait partie depuis 1793 du canton d'Audruicq. Dans le cadre du redécoupage cantonal de 2014 en France, la commune est désormais intégrée au canton de Marck.

#### Circonscriptions électorales
Pour l'élection des députés, la commune fait partie depuis 1988 de la septième circonscription du Pas-de-Calais.

### Élections municipales et communautaires

#### Liste des maires
| Période                                  | Période                    | Identité          | Étiquette | Qualité                                       |
| ---------------------------------------- | -------------------------- | ----------------- | --------- | --------------------------------------------- |
| Les données manquantes sont à compléter. |                            |                   |           |                                               |
| avant 1806                               |                            | Louis Bomart      |           |                                               |
| Les données manquantes sont à compléter. |                            |                   |           |                                               |
| mars 1983                                | août 2012,                 | Yves Bacquet      |           | Démissionnaire                                |
| 18 septembre 2012                        | mars 2014                  | Gérard Verquere   |           |                                               |
| mars 2014                                | février 2024 Démission     | Jacques Hautecœur |           | Ancien cadre, Réélu pour le mandat 2020-2026, |
| Élections mi-avril                       | En cours (au 28 mars 2024) |                   |           |                                               |

## Équipements et services publics

### Enseignement
La commune est située dans l'académie de Lille et dépend, pour les vacances scolaires, de la zone B.
Elle administre l'école primaire Pablo Picasso.
Les lycées de Saint-Omer ou de Calais sont accessibles par train ou car.

## Population et société

### Démographie
Les habitants sont appelés les Ruminghemois.

#### Évolution démographique
L'évolution du nombre d'habitants est connue à travers les recensements de la population effectués dans la commune depuis 1793. Pour les communes de moins de 10 000 habitants, une enquête de recensement portant sur toute la population est réalisée tous les cinq ans, les populations de référence des années intermédiaires étant quant à elles estimées par interpolation ou extrapolation. Pour la commune, le premier recensement exhaustif entrant dans le cadre du nouveau dispositif a été réalisé en 2008.

En 2022, la commune comptait 1 607 habitants, en évolution de −3,19 % par rapport à 2016 (Pas-de-Calais : −0,72 %, France hors Mayotte : +2,11 %).
| 1793 | 1800 | 1806 | 1821 | 1831 | 1836  | 1841  | 1846  | 1851  |
| ---- | ---- | ---- | ---- | ---- | ----- | ----- | ----- | ----- |
| 741  | 812  | 824  | 965  | 961  | 1 073 | 1 110 | 1 135 | 1 144 |

| 1856  | 1861  | 1866  | 1872  | 1876  | 1881  | 1886  | 1891  | 1896  |
| ----- | ----- | ----- | ----- | ----- | ----- | ----- | ----- | ----- |
| 1 127 | 1 127 | 1 168 | 1 149 | 1 126 | 1 075 | 1 089 | 1 159 | 1 160 |

| 1901  | 1906  | 1911  | 1921  | 1926  | 1931  | 1936  | 1946  | 1954  |
| ----- | ----- | ----- | ----- | ----- | ----- | ----- | ----- | ----- |
| 1 111 | 1 118 | 1 110 | 1 020 | 1 056 | 1 069 | 1 058 | 1 116 | 1 025 |

| 1962  | 1968 | 1975 | 1982  | 1990  | 1999  | 2006  | 2008  | 2013  |
| ----- | ---- | ---- | ----- | ----- | ----- | ----- | ----- | ----- |
| 1 012 | 968  | 927  | 1 019 | 1 120 | 1 163 | 1 427 | 1 502 | 1 640 |

| 2018  | 2022  | - | - | - | - | - | - | - |
| ----- | ----- | - | - | - | - | - | - | - |
| 1 641 | 1 607 | - | - | - | - | - | - | - |

#### Pyramide des âges
En 2018, le taux de personnes d'un âge inférieur à 30 ans s'élève à 38,8 %, soit au-dessus de la moyenne départementale (36,7 %). À l'inverse, le taux de personnes d'âge supérieur à 60 ans est de 18,5 % la même année, alors qu'il est de 24,9 % au niveau départemental.
En 2018, la commune comptait 844 hommes pour 797 femmes, soit un taux de 51,43 % d'hommes, largement supérieur au taux départemental (48,50 %).
Les pyramides des âges de la commune et du département s'établissent comme suit.
| Hommes | Classe d’âge | Femmes |
| ------ | ------------ | ------ |
| 0,2    | 90 ou +      | 0,4    |
| 3,2    | 75-89 ans    | 4,0    |
| 14,8   | 60-74 ans    | 14,4   |
| 20,6   | 45-59 ans    | 19,8   |
| 21,1   | 30-44 ans    | 24,0   |
| 16,7   | 15-29 ans    | 16,4   |
| 23,3   | 0-14 ans     | 21,0   |

| Hommes | Classe d’âge | Femmes |
| ------ | ------------ | ------ |
| 0,5    | 90 ou +      | 1,6    |
| 5,6    | 75-89 ans    | 8,9    |
| 16,7   | 60-74 ans    | 18,1   |
| 20,2   | 45-59 ans    | 19,2   |
| 18,9   | 30-44 ans    | 18,1   |
| 18,2   | 15-29 ans    | 16,2   |
| 19,9   | 0-14 ans     | 17,9   |

### Manifestations culturelles et festivités
- L'association carnavalesque Les Veint'ches de Ruminghem.
- L'association "la note bleue" organise la fête du théâtre "les Utopitreries", dont la quatorzième édition a eu lieu du 27 mai au 2 juin 2019[53], le troisième week-end du mois de mai à cette occasion l'ensemble des spectacles du dimanche sont gratuits et le centre du village est piétonnier.
- Le Bôbar, un ancien café racheté par la commune en 2014, est un bar associatif géré par la Note bleue[54],[55],[56].

### Sports et loisirs
La commune est équipée d'un centre équestre et d'un golf, le Golf Club du bois de Ruminghem de 18 trous (10 en plaines et 8 en forêt) conçu par l'architecte Bill Baxter sur un terrain cédé à la commune par la famille de Megille à la fin des années 1960 pour y réaliser cet équipement. Il a été repris en septembre 2017 par l'association Cap Énergie,,. Première structure protégée à exploiter un golf, après 6 mois de travaux, celui-ci a pu rouvrir le 21 avril 2018 et est fréquenté par bon nombre de membres étrangers (Belges, Hollandais) mais également des membres français.

### Cultes
Deux églises sont implantées sur la commune, une catholique et une protestante (évangélique).

## Culture locale et patrimoine

### Lieux et monuments
- L'église Saint-Martin, dont la nef et le chœur en briques et en moellons datent de 1806, la tour à flèche de 1791 et les deux chapelles latérales de 1863[34].
- Le calvaire en bois, sur le mur du clocher de l'église, édifié par la famille Bomart en 1821[34]
- La gare de Ruminghem.
- Deux brasseries, une briqueterie, deux séchoirs, une tuilerie, datant de la fin du XIXe siècle ou du début du XXe siècle, sont inscrits à l'inventaire général du patrimoine architectural en France (base Mérimée)[61].
- Le moulin à farine, installé précédemment à Bambecque, puis à Ruminghem de 1895 à 1984 et installé depuis 1984 sur le site du musée des moulins à Villeneuve-d'Ascq.
- Le cimetière chinois (« Ruminghem Chinese Cemetery »), situé sur la D217 en direction d'Audruicq, est implanté à Ruminghem. Il a été réalisé à la fin de la Première Guerre mondiale par les britanniques et accueille les sépultures de 75 travailleurs chinois[34],[62].
- Le monument aux morts, réalisé par le sculpteur Jules Pollacchi et surmonté d'une croix de guerre, est situé dans le cimetière communal. Il commémore les guerres de 1914-1918, 1939-1945 et d'Algérie[63].
- La plaque du Souvenir français commémore les victimes la Guerre franco-allemande de 1870.

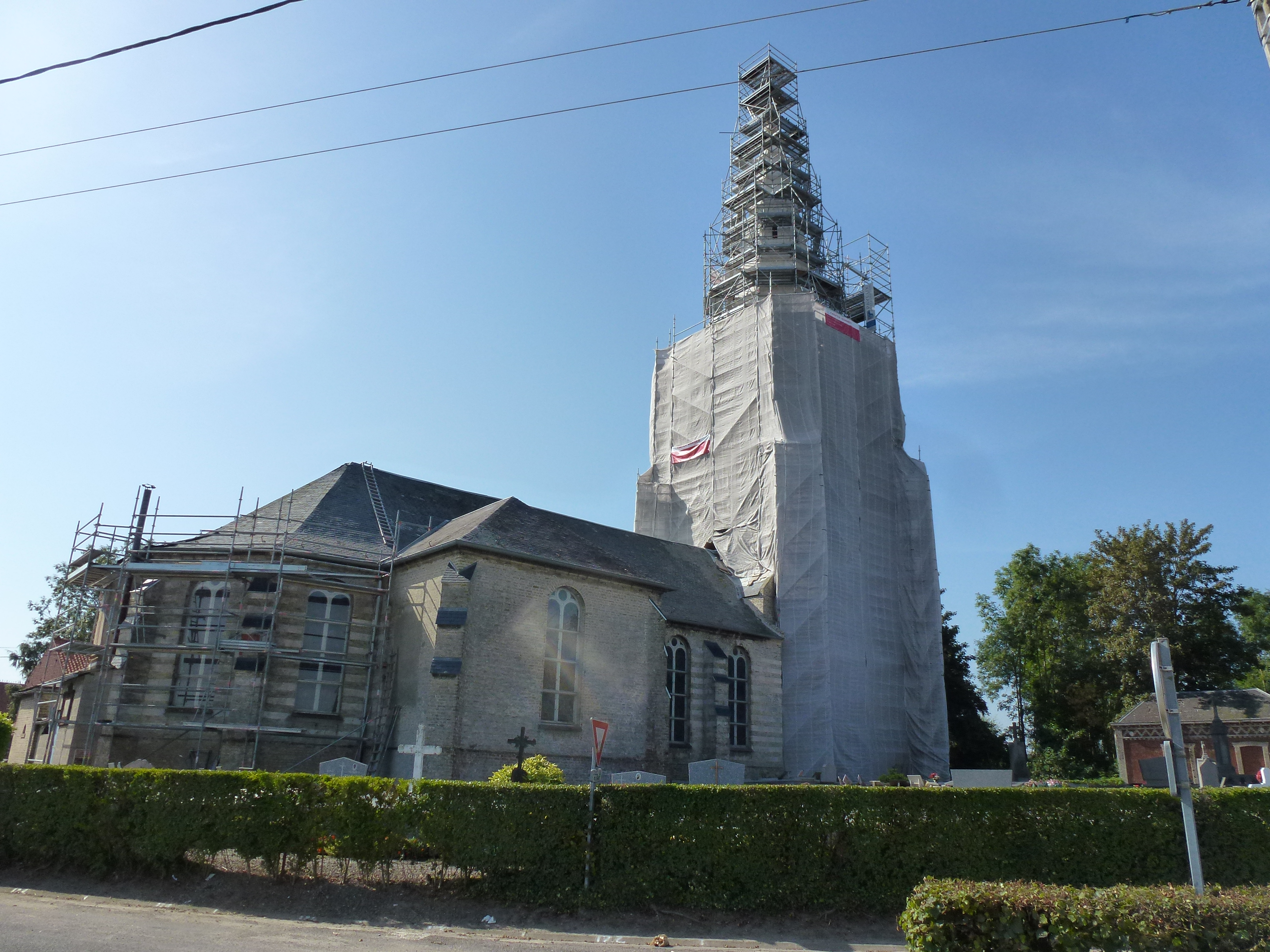
L'église Saint-Martin.
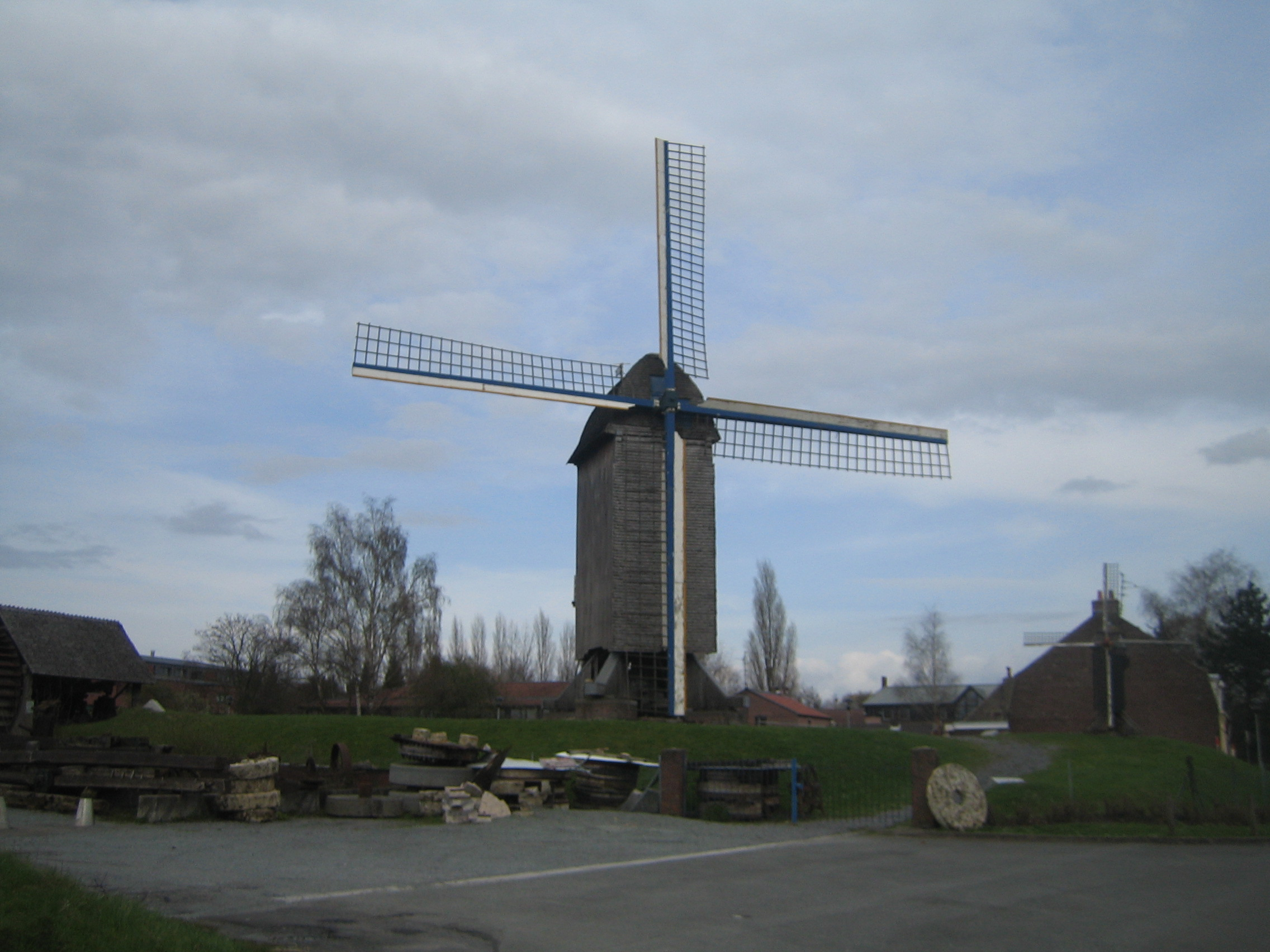
L'ancien moulin à farine de Ruminghem.
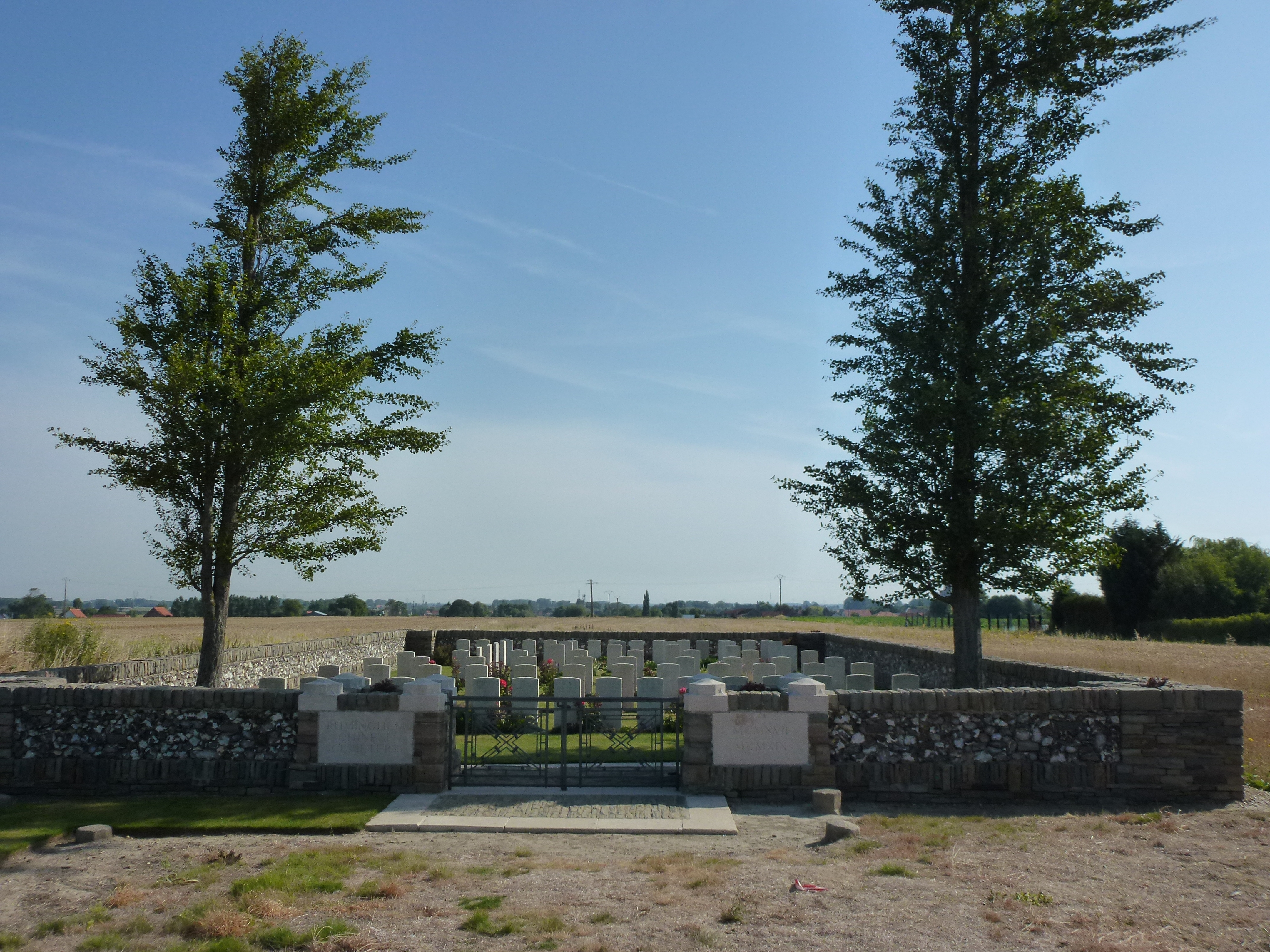
Le cimetière chinois.
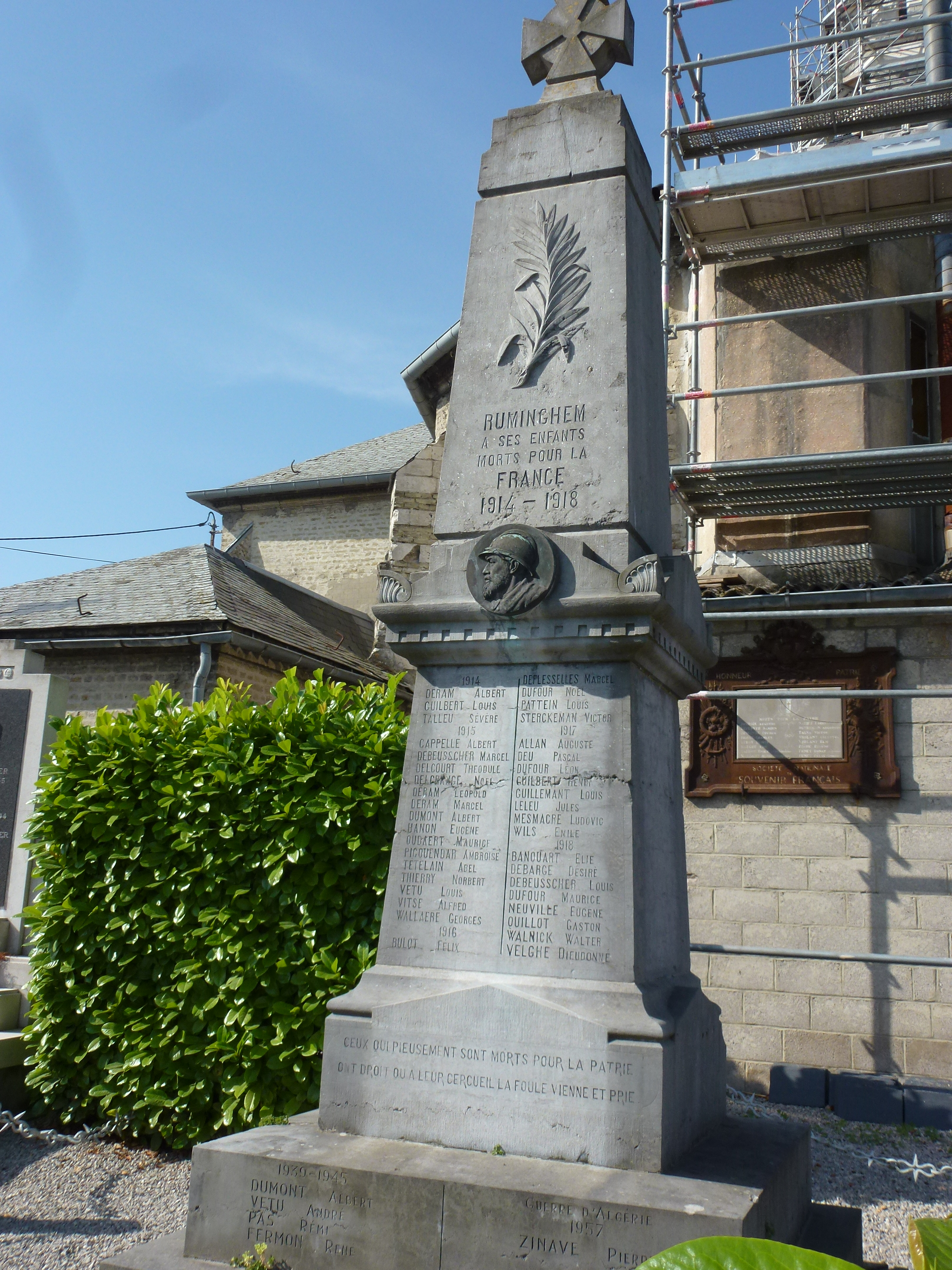
Le monument aux morts.
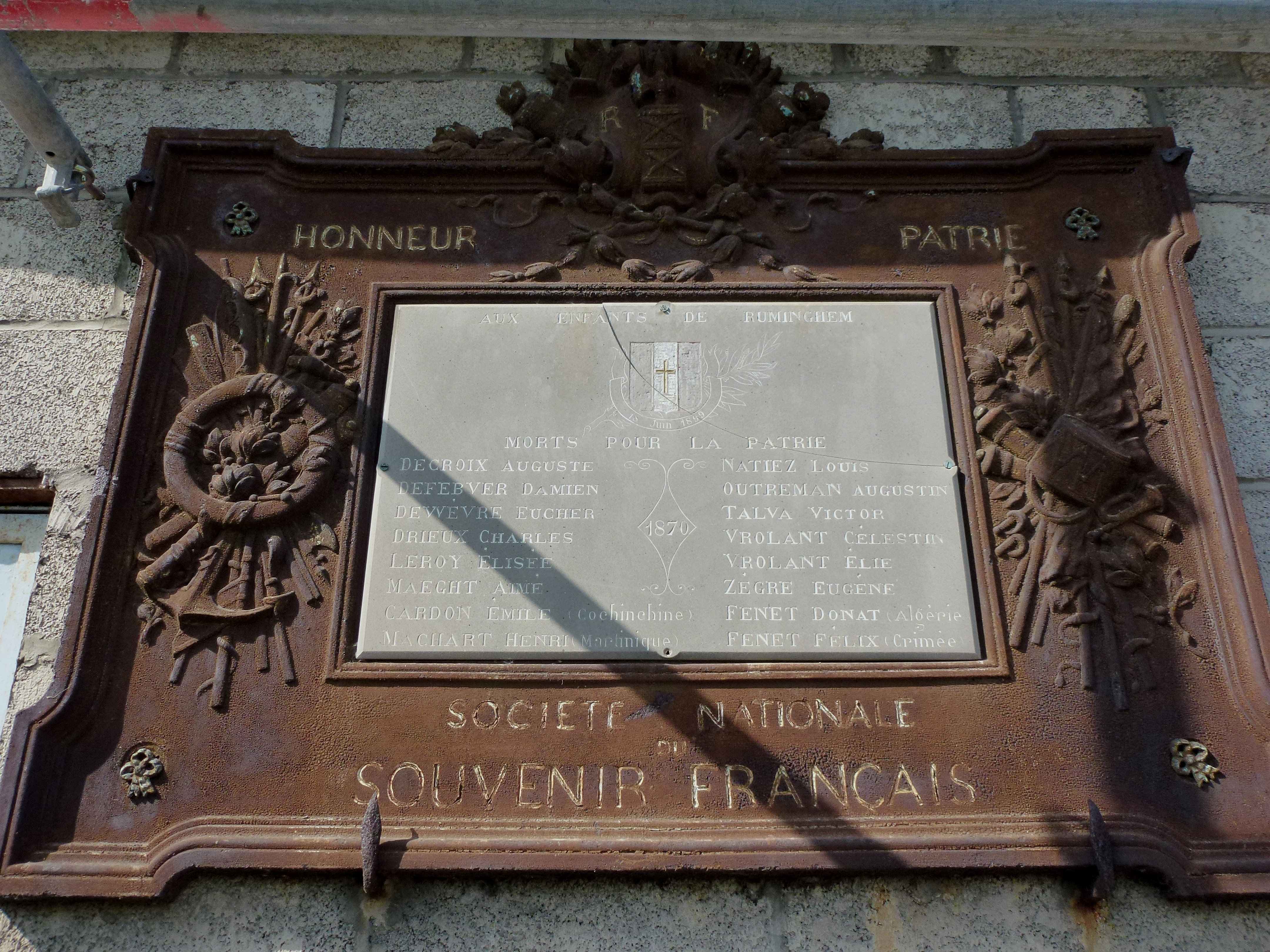
La plaque du Souvenir français.

### Personnalités liées à la commune
- Louis Noël (1839-1925), sculpteur, né à Ruminghem.

### Héraldique
| Blason de Ruminghem | Blason  | Parti : au 1er mi-parti d'azur à la tour d'argent, maçonnée de sable, ouverte du même et ajourée de gueules, accompagnée en chef d'une cotice en barre haussée et cousue de gueules, elle-même surmontée d'un besant d'argent chargé d'une ombre de balance de sable dans un cercle du même, au 2e d'azur à la jumelle ondée d'argent accompagnée en chef lion issant du même, armé et lampassé de gueules, et en pointe d'un cep de vigne arraché d'argent, fruité de gueules. |
| Blason de Ruminghem | Détails | Le statut officiel du blason reste à déterminer. |

## Pour approfondir

#### Bases de données, dictionnaires et encyclopédies
- Ressources relatives à la géographie :   - Insee (communes)
  - Ldh/EHESS/Cassini
- Ressource relative à plusieurs domaines :   - Annuaire du service public français
- Notices d'autorité :   - BnF (données)